# 維什內維迪爾
48°32′12″N 39°29′17″E / 48.53667°N 39.48806°E
維什内維迪爾（烏克蘭語：Вишневий Діл）是位於烏克蘭東部的村莊，由盧甘斯克州卢甘斯克区的青年近衛軍村市鎮負責管轄。該村始建於1960年，面積0.93平方公里，海拔高度52米，2001年人口32，人口密度每平方公里34.4人。